# トニー・グナワン
トニー・グナワン (Tony Gunawan、1975年4月9日 - ）は、インドネシア・東ジャワ州スラバヤ出身のバドミントン選手。

## 経歴
男子ダブルスにおいて異なるパートナーとのペアで3度世界一の座を獲得している。2000年のシドニーオリンピックではインドネシア代表として、チャンドラ・ウィジャヤと組んで金メダルを獲得。2001年世界選手権ではハリム・ハリアントと金メダルを獲得した。その後アメリカ合衆国代表として、2005年世界選手権ではハワード・バックと世界一に輝いた。
このほかインドネシアチームの一員としてトマス杯で金メダル（1998年・2000年）。全英オープン（1999年・2001年）優勝、ヨネックスオープンジャパン（2000年・2006年・2007年）優勝などの実績がある。2012年ロンドンオリンピックにもハワード・バックとともに出場。